# Mantello di Murat

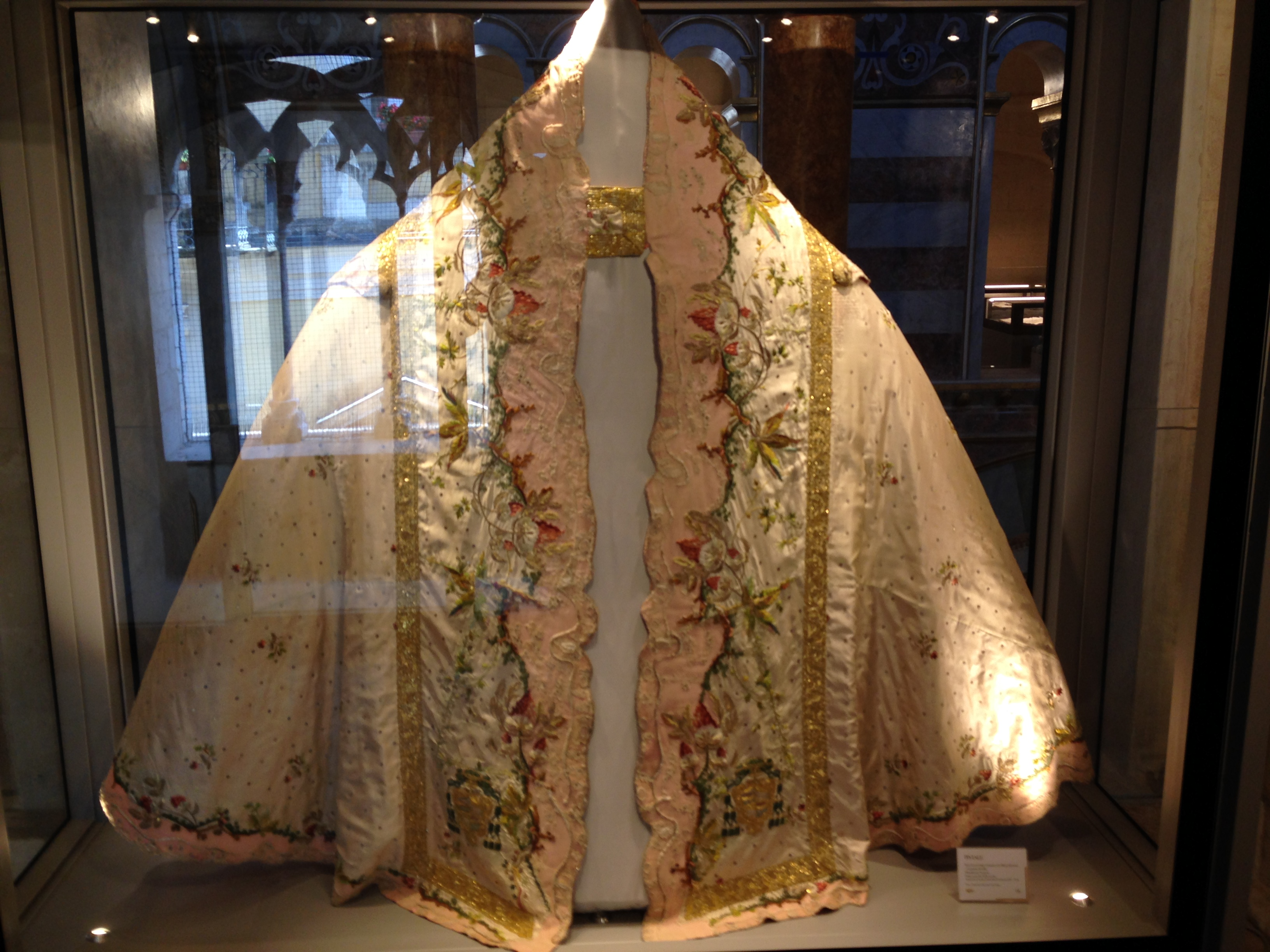
Il mantello di Murat, conservato presso il Museo Diocesano Matronei Altamura

Il mantello di Murat è un piviale risalente agli inizi del XIX secolo realizzato a partire da un tessuto prezioso di un abito regale femminile (probabilmente un mantello o più precisamente un robe-manteau) donato da Gioacchino Murat a Gioacchino de Gemmis (1764-1822), prelato di Altamura, ed esposto oggi presso il Museo Diocesano Matronei Altamura. L'abito regale apparteneva probabilmente a Carolina Bonaparte, moglie di Gioacchino Murat e fu donato dal re Murat probabilmente intorno all'8 ottobre 1808, allorché De Gemmis fu convocato a corte per prestare giuramento di fedeltà al re. Il mese successivo, de Gemmis ricevette dallo stesso sovrano una rendita di quaranta ducati al mese (provenienti dal vescovado di Gravina).
Le case regnanti di quel periodo erano solite donare alle chiese abiti preziosi che non venivano più utilizzati; questi venivano in seguito adattati alla funzione di paramenti sacri. Il piviale fu donato prima di morire da de Gemmis, ormai divenuto vescovo di Melfi e Rapolla, alla Cattedrale di Altamura, senza fornire dettagli (perlomeno non per iscritto) sulla provenienza del mantello a causa della mutata situazione politica. Il piviale è stato custodito per circa due secoli all'interno della stessa (era noto come il "mantello di Murat") finché, nel 2015, non è stato riscoperto e restaurato grazie all'associazione culturale "Club Federiciano" nonché all'arcivescovo mons. Giovanni Ricchiuti e a don Vito Falcicchio, responsabile dei beni culturali della diocesi. Un convegno tenutosi il 7 novembre 2015 ha contribuito a chiarire le origini più probabili del piviale.

## Caratteristiche
Da un'analisi euristica e dallo studio del tessuto è emerso che si tratta di seta francese particolarmente pregiata con colori tipicamente femminili. Il tessuto è impreziosito da bande d'oro e ricami a ramages con paillettes. Inoltre petali di rosa erano contenuti all'interno di piccole finestre di tulle sullo stesso tessuto, e ancora oggi è presente qualche petalo ormai in stato avanzato di decomposizione. È stata anche notata una forte somiglianza con il tessuto di altri abiti di donne della famiglia di Napoleone Bonaparte.
Il tessuto (forse ricavato da un precedente abito o mantello) è stato adattato alle funzioni religiose dalle monache clarisse, "brave sarte e ricamatrici", venendo anche aggiunti uno scudo e uno stolone in aggiunta allo stemma del casato del prelato Gioacchino de Gemmis, replicato sulle due estremità dello stolone. L'usura delle parti anteriore suggerisce che il piviale fu molto utilizzato dal prelato e ciò rende improbabile che gli stemmi siano stati aggiunti successivamente alla morte di de Gemmis.

## Altre ipotesi
Non ci sono documenti scritti che attestino la provenienza del mantello ma solo un nome tramandatosi nel tempo di "mantello di Murat"; sono state fatte, a partire dalla sua scoperta e valorizzazione, diverse ipotesi sull'origine del piviale di Gioacchino de Gemmis; in particolare è stato ipotizzato che il mantello originale fosse stato donato da Giuseppe Bonaparte piuttosto che da Gioacchino Murat; e pertanto potrebbe essere un mantello di sua moglie Julie Clary piuttosto che di Carolina Bonaparte. In particolare, de Gemmis si era recato dal re Giuseppe Bonaparte il 22 giugno 1808 allorché gli fu conferito il titolo di Cavaliere dell'Ordine Reale delle Due Sicilie per il suo comportamento durante i fatti del 1799 ad Altamura e potrebbe aver ricevuto in dono il mantello in qeuest'occasione. Ma in quel periodo (23 maggio-5 luglio 1808) Giuseppe Bonaparte era già partito per la Spagna diventando re di Spagna e Napoleone stesso aveva ordinato alla moglie di Giuseppe Julie Clary di reggere temporaneamente il trono fino all'arrivo del nuovo re Gioacchino Murat. Julie Clary obbedì obtorto collo agli ordini dell'imperatore però, a quanto pare, non ebbe intense relazioni né con i napoletani né con altri sudditi del Regno di Napoli, limitandosi a firmare gli atti amministrativi e di governo. Pertanto sembra improbabile che possa essere un regalo della stessa Julie Clary a Gioacchino de Gemmis
Un'altra ipotesi è che sia stato donato a de Gemmis da re Giuseppe Bonaparte l'8 aprile 1807 (la stessa visita a cui fa riferimento l'epitaffio di Altamura), allorché il re passò da Altamura e vi pernottò. Sembra però improbabile che il re, che viaggiava senza sua moglie, possa aver avuto in quell'occasione dei vestiti da donna da regalare a qualche uomo di chiesa e pertanto anche questa ipotesi appare improbabile.
È in ogni casi indubbio che l'abito dal quale il piviale proviene sia appartenuto a una delle donne della famiglia Bonaparte, a causa dell'enorme somiglianza con altri vestiti di certa provenienza.